# Luisa Carlotta di Danimarca
Luisa Carlotta di Danimarca (nome completo Louise Charlotte Oldenburg, Princess of Denmark ) (Copenaghen, 30 ottobre 1789 – Copenaghen, 28 marzo 1864) nata principessa di Danimarca, divenne principessa d'Assia-Kassel per matrimonio.

## Famiglia d'origine
Suo padre era il principe Federico di Danimarca e Norvegia (1753-1805), figlio del re Federico V di Danimarca e della sua seconda moglie, la principessa Giuliana Maria di Brunswick-Lüneburg; sua madre era la duchessa Sofia Federica di Meclemburgo-Schwerin (1758-1794), figlia del duca Luigi di Meclemburgo-Schwerin e della principessa Carlotta Sofia di Sassonia-Coburgo-Saalfeld.

## Matrimonio
Il 10 novembre 1810, nella città di Copenaghen, Luisa Carlotta sposò Guglielmo d'Assia-Kassel, figlio primogenito del principe Federico d'Assia-Kassel e della principessa Carolina di Nassau-Usingen.
Dall'unione nacquero sei figli:
- Carolina Federica Maria Guglielmina, nata nel 1811 e morta nel 1829;
- Maria Luisa Carlotta, nata nel 1814 e morta nel 1895, sposò il principe Federico Augusto di Anhalt-Dessau;
- Luisa, nata nel 1817 e morta nel 1898, sposò Cristiano IX di Danimarca;
- Federico Guglielmo, nato nel 1820 e morto nel 1884, sposò Aleksandra Nikolaevna Romanova e, rimasto vedovo, Anna di Prussia;
- Augusta Federica, nata nel 1823 e morta nel 1899; sposò il barone danese Carl Frederik von Blixen-Finecke (1822-1873), ministro degli Esteri;
- Sofia Guglielmina, nata il 18 gennaio e morta il 20 dicembre del 1827.

## Albero genealogico
|                                             |                                               |                                               | Genitori                                      |  |  | Nonni |  |  | Bisnonni                  |  |  | Trisnonni                |  |
|                                             |                                               |                                               |                                               |  |  |       |  |  | Cristiano VI di Danimarca |  |  | Federico IV di Danimarca |  |
|                                             |                                               |                                               |                                               |  |  |       |  |  | Cristiano VI di Danimarca |  |  | Federico IV di Danimarca |  |
|                                             |                                               | Luisa di Meclemburgo-Güstrow                  |                                               |  |  |       |  |  | Cristiano VI di Danimarca |  |  |                          |  |
| Federico V di Danimarca                     |                                               |                                               |                                               |  |  |       |  |  | Cristiano VI di Danimarca |  |  |                          |  |
|                                             |                                               | Sofia Maddalena di Brandeburgo-Kulmbach       | Cristiano Enrico di Brandeburgo-Kulmbach      |  |  |       |  |  |                           |  |  |                          |  |
|                                             |                                               | Sofia Maddalena di Brandeburgo-Kulmbach       | Cristiano Enrico di Brandeburgo-Kulmbach      |  |  |       |  |  |                           |  |  |                          |  |
|                                             |                                               | Sofia Maddalena di Brandeburgo-Kulmbach       | Sofia Cristiana di Wolfstein                  |  |  |       |  |  |                           |  |  |                          |  |
| Federico di Danimarca                       |                                               | Sofia Maddalena di Brandeburgo-Kulmbach       |                                               |  |  |       |  |  |                           |  |  |                          |  |
|                                             |                                               | Ferdinando Alberto II di Brunswick-Lüneburg   | Ferdinando Alberto I di Brunswick-Lüneburg    |  |  |       |  |  |                           |  |  |                          |  |
|                                             |                                               | Ferdinando Alberto II di Brunswick-Lüneburg   | Ferdinando Alberto I di Brunswick-Lüneburg    |  |  |       |  |  |                           |  |  |                          |  |
|                                             |                                               | Ferdinando Alberto II di Brunswick-Lüneburg   | Cristina d'Assia-Eschwege                     |  |  |       |  |  |                           |  |  |                          |  |
| Giuliana Maria di Brunswick-Lüneburg        |                                               | Ferdinando Alberto II di Brunswick-Lüneburg   |                                               |  |  |       |  |  |                           |  |  |                          |  |
|                                             |                                               | Antonietta Amalia di Brunswick-Wolfenbüttel   | Luigi Rodolfo di Brunswick-Lüneburg           |  |  |       |  |  |                           |  |  |                          |  |
|                                             |                                               | Antonietta Amalia di Brunswick-Wolfenbüttel   | Luigi Rodolfo di Brunswick-Lüneburg           |  |  |       |  |  |                           |  |  |                          |  |
|                                             |                                               | Antonietta Amalia di Brunswick-Wolfenbüttel   | Cristina Luisa di Oettingen-Oettingen         |  |  |       |  |  |                           |  |  |                          |  |
| Luisa Carlotta di Danimarca                 |                                               | Antonietta Amalia di Brunswick-Wolfenbüttel   |                                               |  |  |       |  |  |                           |  |  |                          |  |
|                                             | Cristiano Ludovico II di Meclemburgo-Schwerin | Federico di Meclemburgo-Schwerin              |                                               |  |  |       |  |  |                           |  |  |                          |  |
|                                             | Cristiano Ludovico II di Meclemburgo-Schwerin | Federico di Meclemburgo-Schwerin              |                                               |  |  |       |  |  |                           |  |  |                          |  |
|                                             | Cristiano Ludovico II di Meclemburgo-Schwerin | Cristina Guglielmina d'Assia-Homburg          |                                               |  |  |       |  |  |                           |  |  |                          |  |
| Luigi di Meclemburgo-Schwerin               | Cristiano Ludovico II di Meclemburgo-Schwerin |                                               |                                               |  |  |       |  |  |                           |  |  |                          |  |
|                                             |                                               | Gustava Carolina di Meclemburgo-Strelitz      | Adolfo Federico II di Meclemburgo-Strelitz    |  |  |       |  |  |                           |  |  |                          |  |
|                                             |                                               | Gustava Carolina di Meclemburgo-Strelitz      | Adolfo Federico II di Meclemburgo-Strelitz    |  |  |       |  |  |                           |  |  |                          |  |
|                                             |                                               | Gustava Carolina di Meclemburgo-Strelitz      | Maria di Meclemburgo-Güstrow                  |  |  |       |  |  |                           |  |  |                          |  |
| Sofia Federica di Meclemburgo-Schwerin      |                                               | Gustava Carolina di Meclemburgo-Strelitz      |                                               |  |  |       |  |  |                           |  |  |                          |  |
|                                             |                                               | Francesco Giosea di Sassonia-Coburgo-Saalfeld | Giovanni Ernesto di Sassonia-Coburgo-Saalfeld |  |  |       |  |  |                           |  |  |                          |  |
|                                             |                                               | Francesco Giosea di Sassonia-Coburgo-Saalfeld | Giovanni Ernesto di Sassonia-Coburgo-Saalfeld |  |  |       |  |  |                           |  |  |                          |  |
|                                             |                                               | Francesco Giosea di Sassonia-Coburgo-Saalfeld | Carlotta Giovanna di Waldeck-Wildungen        |  |  |       |  |  |                           |  |  |                          |  |
| Carlotta Sofia di Sassonia-Coburgo-Saalfeld |                                               | Francesco Giosea di Sassonia-Coburgo-Saalfeld |                                               |  |  |       |  |  |                           |  |  |                          |  |
|                                             |                                               | Anna Sofia di Schwarzburg-Rudolstadt          | Luigi Federico I di Schwarzburg-Rudolstadt    |  |  |       |  |  |                           |  |  |                          |  |
|                                             |                                               | Anna Sofia di Schwarzburg-Rudolstadt          | Luigi Federico I di Schwarzburg-Rudolstadt    |  |  |       |  |  |                           |  |  |                          |  |
|                                             |                                               | Anna Sofia di Schwarzburg-Rudolstadt          | Anna Sofia di Sassonia-Gotha-Altenburg        |  |  |       |  |  |                           |  |  |                          |  |
|                                             |                                               | Anna Sofia di Schwarzburg-Rudolstadt          |                                               |  |  |       |  |  |                           |  |  |                          |  |